# Cirroctopus antarcticus
Cirroctopus antarcticus is een inktvissensoort uit de familie van de Cirroctopodidae. De wetenschappelijke naam van de soort werd voor het eerst geldig gepubliceerd werd 1986 door Kubodera en Okutani.